# Harová
Harová (ok. 1370 m) – płytka przełęcz w Górach Stolickich na Słowacji. Znajduje się po południowo-zachodniej stronie najwyższego szczytu tych gór, Stolicy (1476 m), w grzbiecie łączącym go z niewybitnym szczytem o wysokości 1397 m. Odcinek grzbietu od Harovej do szczytu 1397 m jest płaski i niemal całkowicie równy. Obecnie rejon przełęczy porasta las. Dawniej jednak była tutaj hala pasterska – wskazuje na to nazwa Lehotská hoľa. Obecnie nazwą tą opisany jest płaski i porośnięty lasem grzbiet ciągnący się od przełęczy Harová na południowy zachód.
Północno-zachodnie stoki przełęczy Harová opadają do doliny potoku Ráztoka, południowo-wschodnie do doliny Lehotskiego Potoku (Lehotský potok). Na przełęczy krzyżują się dwa szlaki turystyczne.

## Szlaki turystyczne
Muránska Huta – Javorinka – Šumiacka priehyba – Severná lúka – Chata Janka – Slanské sedlo –  Harová. Odległość 12,3 km, suma podejść 730 m, suma zejść 78 m, czas przejścia 3,45 h.
   Harová – Stolica. Odległość 0,6 km, suma podejść 114 m, czas przejścia 20 min
  Čierna Lehota – Faltenovo –  Harová. Odległość 12,1 km, suma podejść 1096 m, suma zejść 149 m, czas przejścia 4,10 h